# 営団03系電車
営団03系電車（えいだん03けいでんしゃ）は、1988年に登場した、帝都高速度交通営団（営団）の通勤形電車である。2004年（平成16年）4月の営団民営化にともない、東京地下鉄（東京メトロ）に継承された。

## 概要
老朽化した3000系の取り替えと列車増発、さらに日比谷線の車両冷房実施を目的として投入された。製造メーカーは第01編成が川崎重工業、第02編成が日本車輌製造、それ以外は近畿車輛と東急車輛製造である。全車3扉の編成（22本）と両端の2両を5扉車とした編成（20本）に大別される。
1980年代後半に入った当時、日比谷線は混雑が年々増加しており、それまでは駅施設やダイヤの改良で輸送力増強を行ってきたが、1988年に急きょ車両増備（新形車両を投入）による輸送力増強を実施することになった。この新形車両の製作決定から搬入の予定までは非常に短かったが、当時銀座線用の01系をベースとした東西線輸送力増強用の新形車両（現在の05系）の設計・開発が進んでいたことから、基本的な設計や機器は05系とほぼ同様なものとした。
当初は3000系の車齢が30年に達する1990年（平成2年）頃に新形車両を投入することを検討していたが 、投入時期が前倒しとなった。このため、製作決定から営業運転までの期間は約10か月と短く、設計を担当する側には多くの苦労があった 。また、設計にあたっては営団内でも技術面やデザイン的に優れていた3000系を意識し、「ハイクォリティ」・「アダルトセンス」をテーマにした。
1989年（平成元年）12月20日、鉄道友の会の1989年グローリア賞を受賞した。これは本系列および01系・02系・05系の各新系列車両に対しての賞である。

## 車両概説

### 車体
全長18m・片側3扉、直流1,500V架線集電方式の狭軌線用アルミ製車両であり、MT比4M4Tの8両編成を構成する。構体・外板などはアルミニウムの大形押出形材・中空構造のを使用し、連続ミグ溶接工法により組み立てている。
外観は曲線形状の前面やフロントガラスなど3000系のイメージを残している。前面ガラス上部には行先表示器・運行表示器と車両番号表記の2つの窓があり、これらは周囲を黒く塗装することで前面ガラスと一体感を持たせた。前面には地下鉄線内におけるプラグドアを用いた非常扉を設置する。日比谷線のラインカラーであるシルバーライン（表記上はグレー）に、アクセントとしてダークブラウン・アイボリーの細い帯が上下に入る。
前面に行先表示器・運行番号表示器が、側面には行先表示器が設置されている。4次車までは前面・側面ともに日本語とローマ字表記の入った字幕式である。5次車以降は行先・運行番号表示器ともLED式で、側面のみローマ字表記が入る。
冷房装置は集中式を1基搭載し、冷凍能力は48.84kW（42,000kcal/h）であり、営団の新規系列では初の冷房装置搭載車である。装置にはきめ細かな温度制御や省エネルギー効果の高いインバータ制御方式を採用した。これはDCコンバータからの直流600Vを電源とし、クーラー内のインバータで交流に変換しながら乗車率（応荷重装置で検知）や車内外の温度に応じてマイコンが最適な室温となるよう可変制御するものである。
初期車では外観形状は角型で、手動操作式（冷房・暖房・除湿・送風モードを選択）のものである。第26編成以降は外気導入方式とし、さらにマイコンが最適な空調モードを選択する「全自動」モードを搭載した。このタイプの装置は外観形状が変更され、端部には丸みを帯びたFRPカバーが設置された。さらに初期車では車外スピーカーが外板取り付けだが、第26編成以降ではこのFRPカバー内に内蔵された。
車外スピーカーが全車に搭載されている。乗務員によるアナウンスのほか、乗務員室の車掌スイッチ近くにある乗降促進ブザースイッチ操作によりブザー音と自動アナウンスを流すことが可能である。上述のように、チョッパ仕様車は車体側面に車外スピーカーが設置されているが、後期型であるVVVF仕様車については冷房装置キセ内蔵型に変更された。

### 内装

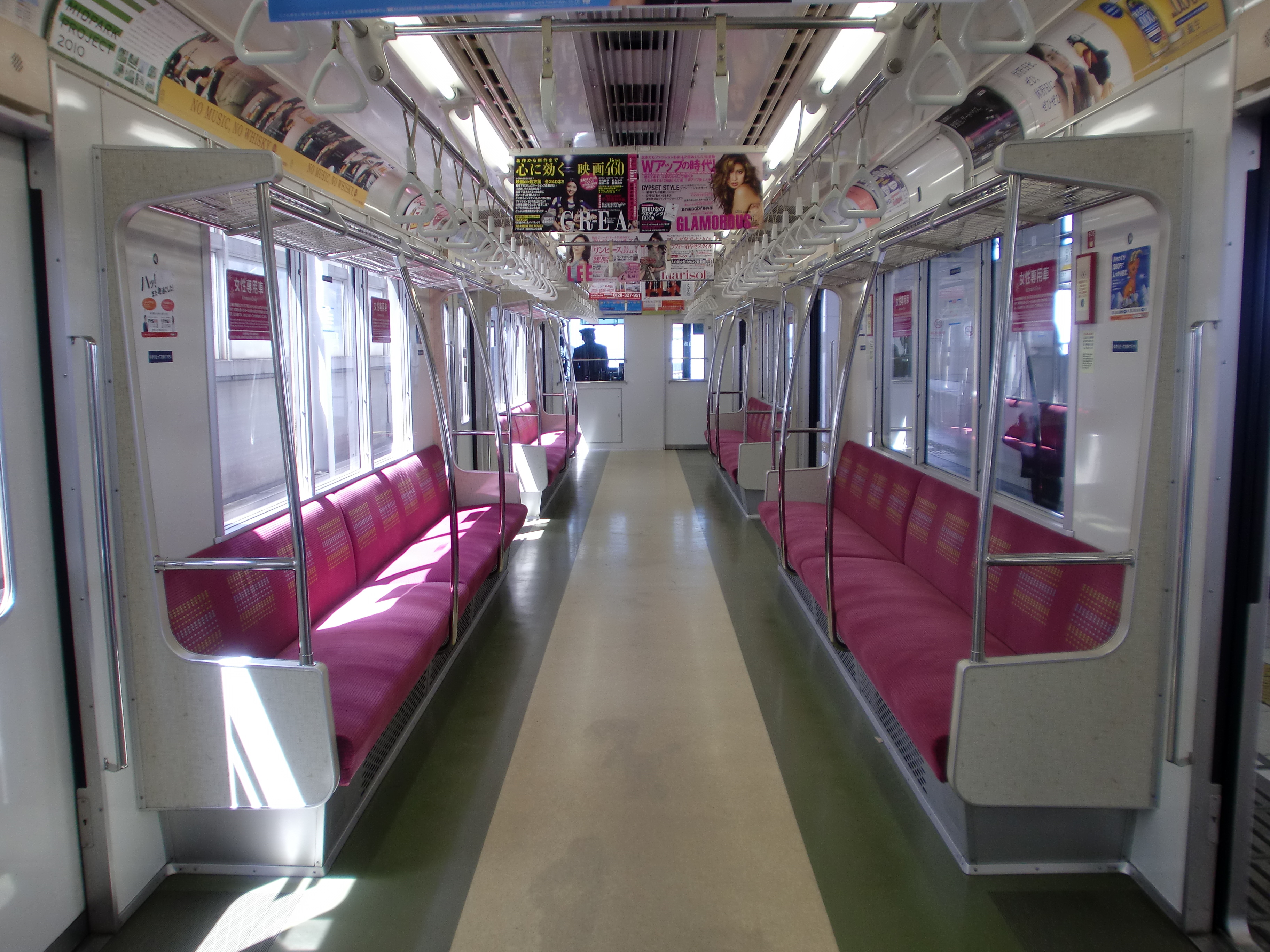
初期車の車内

客室内装はベージュ系で「ラージサラサ模様」と呼ばれる柄入りの化粧板、床材はベージュとオリーブグリーンの2色である。袖仕切りは01系に準じた仕切りと荷棚の端が一体になったものである。網棚にはステンレス線を格子状にスポット溶接したものを使用している。
3扉車における側窓はドア間が3連窓、車端部は単窓である。3連窓のうち中央は固定式で、それ以外は開閉可能な下降窓である。いずれも遮光用に薄い灰色のカーテンが設置してある。ラッシュ時の乗降がスムーズになるように客用乗車口は有効幅を1,400mmと3000系よりも100mm広くしている。客用ドアは客室側も化粧板仕上げで、ドアガラスは3次車までは単板ガラス、4次車以降は複層ガラス構造である。各車妻面には妻面窓と貫通扉を設置する。
落成時点では座席表地が全車茶色系区分柄であったが、2001年 - 2006年（平成18年）にかけて定期検査施工の際に非バケットシート車（1 - 3次車）は紅紫色系区分柄に、バケットシート車（4次車以降）は紅紫色（優先席は青色）の総柄モケットに変更された。座席は3扉車でドア間が9人掛けの座席、車端部は4人掛けである。1人分の掛け幅は当初440mm幅だが、6次車以降は450mm幅に拡大されている。
天井は冷房用ダクトが車体全長にあり、中央に先頭車6台・中間車7台の補助送風機（ラインデリア）が収納された整風板、その両端には冷風の吹出口がある。また、この中に車内放送用スピーカーが6台設置してある。つり革は白色であり、現在は線路方向は全長に渡って、枕木方向はドア付近のみに設置される。2006年頃からは優先席部のつり革がオレンジ色に変更されている。
4次車からは座席端のスタンションポール（握り棒）は圧迫感を軽減させるために直線状から外側に向かってカーブした形状に変更された。5次車からは車内2か所に車椅子スペースを設置し、非常通報器が警報式より乗務員と相互通話可能な対話式に変更されている。その後は第01・02編成のみ後年に改造で車椅子スペースを設置した。
6次車からは前年度に落成した06系・07系の仕様が取り入れられ、袖仕切部では仕切上部のパイプに座席モケットと同じ布地を巻いた。連結面では貫通路を800mm幅から900mmに拡大し、貫通扉はガラスを下方まで広げて見通しを良くした。
2007年頃からは号車札・非常コック・非常通報器などの車内表記類を10000系と同じ蓄光製のシールへの交換が実施されている。

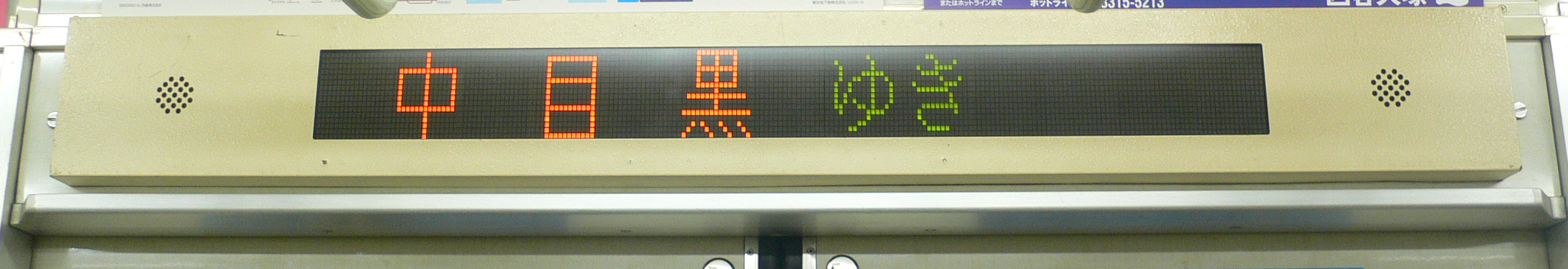
初期編成の車内案内表示器

客用ドアの車内側上部にはLED式の車内案内表示器、ドアチャイムがある。これに行先・駅名・乗り換え路線を表示する。日比谷線内では全ての編成で自動放送と共に表示することが出来る。
初期の編成ではLEDのドットが角型であり、駅停車中の次駅表示がスクロールするようになっていたが、後期の編成はLEDのドットが丸型となり、駅停車中の次駅表示も静止表示となった。
VVVFインバータ車の第26 - 42編成は東武線内でも自動放送とともに車内案内表示器に次駅名などの情報を表示することが出来るが、チョッパ制御車の第01 - 25編成は東武線内での車内案内表示器は「この電車は東武動物公園ゆき」のように行先のみの固定表示で、自動放送も行われていない。
また、以前はドアチャイムも東急線内では全編成、東武線内でも第25編成までは鳴動していなかったが、その後全編成が鳴動するようになった。

#### 乗務員室
薄い緑色、運転台計器盤周辺は紺色を基調としたデスクタイプである。本形式からは乗務員の居住性向上のため、室内スペースを線路方向に1,900mmと広めに確保するようになった。運転台には縦軸回転式マスコンハンドル（デッドマン装置付・力行1 - 4ノッチ）、ブレーキ設定器は電気指令式のもの（常用ブレーキ1 - 7段・非常）を設置する。
第26編成以降は運転台計器盤の形状が変更されたほか、マスコン・ブレーキ設定器はカム式から無接点式に変更した。さらにブレーキ設定器は挿入式（チョッパ制御車）から固定式（VVVFインバータ制御車）に変更された。
速度計は120km/h表示であり、白地でオレンジ色に電照するものである。当初は黒地に平板であったが、1997年（平成9年）3月の東横線のATC-P化時に車内信号対応タイプに交換された。車掌台には行先表示器・車内表示器の操作器がある。
計器盤右側には車両制御情報管理装置（TIS・後述）のモニター画面が設置される。当初はオレンジ色の単色モニターであったが、2003年までにカラーモニターに交換をした。
乗務員室仕切りは運転席背面に大窓・右側に乗務員室仕切扉があるもので、遮光幕は大窓部分のみに設置され、乗務員室扉部に遮光幕は設置していない。同様の仕切窓配置は後の06系・07系でも見られる。

### 機器類
1 - 4次車と5次車の前期車（第01 - 25編成）は銀座線用の01系で実績のある高周波分巻チョッパ制御（1C8M制御、主電動機出力160kW）を採用しており、素子には大容量のGTOサイリスタ（電機子チョッパは4,500 V - 3,000A・界磁チョッパは4,500V - 600A）を採用した。制御論理部には16 bit 高性能マイコンによる全デジタル制御を採用しており、「高粘着制御」と「加速度一定制御」を導入し、さらなる車両性能の向上が図られている（アンチスリップ・スライド制御。日立製作所の資料ではアダプティブクリープ制御と書かれている）。制御マイコンにより、走行中常に変化する各車軸の粘着係数を最大限に引き出すことにより、期待粘着係数19.1%、MT比1：1で起動加速度3.3km/h/sを実現している。チョッパ装置の素周波数は、電機子チョッパが力行時300Hz⇔600Hz⇔900Hz（可逆周波数制御付）、ブレーキ時は900Hz（二相一重・合成周波数は最大1,800Hz）、界磁チョッパが300Hz（単相）である。第01編成・3次・4次車は三菱電機製、第02編成・2次・5次車（前半）は日立製作所製を搭載する。台車はSUミンデン式（U形ゴムパッドを挿入した片板バネ式）ボルスタレス台車（SS-111・SS-011形）を使用する。
5次車の後期車（第26 - 42編成）からはIGBT素子(三菱電機製の耐圧は1,700V - 400A　日立製作所製の耐圧は2000V/325A）を使用した3レベルVVVFインバータ制御（1C2M4群制御、主電動機出力190kW）をそれぞれ採用している。メーカーは5次（後半）・6次車が日立製、7次車は三菱電機製である。台車はモノリンク式ボルスタレス台車（SS-135・SS-035）に変更されている。この第26編成以降、電動車に設置されていた主電動機点検蓋は廃止された。VVVFインバータ車は識別のために前面ガラス下部に「V」と表記したシールを貼り付けしている。
ブレーキ装置はATCと連動した回生ブレーキ併用の全電気指令式ブレーキであり、遅れ込め制御形である（保安ブレーキ・対雪ブレーキ付き）。本形式では基礎ブレーキには保守の容易なユニットブレーキを採用した。
空気圧縮機 (CP) は01系で採用したC-2000LA形をベースに、電動機を交流化したC-2500LB形が採用された。このCPは以降、2002年（平成14年）に製造される半蔵門線用08系まで、02系を除く新造車に採用が続いた。
補助電源装置はDC-DCコンバータと呼ばれる直流変換装置（定格容量130 kW）が採用された。これは架線からの直流1,500Vを直流600Vに変換し、冷房装置・暖房器やCPに供給、さらにコンバータに内蔵したCVCFインバータ（静止形インバータ）で単相交流200V,60Hzに変換や整流装置で直流100Vまたは直流24Vに変換して各機器に電源を供給する。チョッパ制御車ではコンバータ素子にGTOサイリスタを使用した装置を、VVVFインバータ車ではIGBT素子を使用した装置を使用している。メーカーはどちらも三菱電機製である。

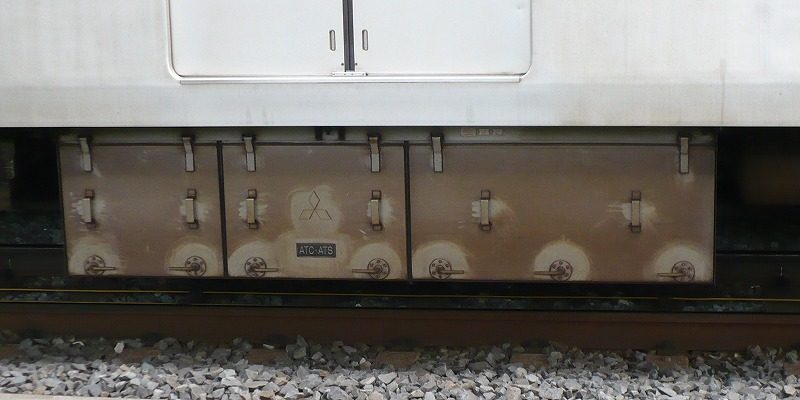
両先頭車床下に搭載するATC・ATS装置

日比谷線が相互直通運転を行う東武伊勢崎線（東武スカイツリーライン）・日光線、及び2013年（平成25年）3月15日まで相互直通運転を行っていた東急東横線に全編成が入線を可能とした。3000系では乗り入れ先の保安設備の搭載が編成によりまちまちであり、東武線のみ入線可能な編成、東横線のみ入線可能な編成、東武線・東横線の双方に入線可能な編成の3種が存在したため、これを反省点とし、全編成に東急型ATS及び東武型ATSが搭載された。
東急型ATSについては、東横線（渋谷 - 菊名間）の保安装置が1997年（平成9年）3月にATC-Pとなって以降は使用されなくなった。2004年に千住工場が廃止されると、鷺沼工場への入出場（詳細は後述）の際に東急大井町線において再び使用されるようになったが、同線も2008年にATC化されてからは使用されていない。その後、一部編成は東急型ATSが撤去された。
ATC装置については、1997年（平成9年）3月に東急東横線の保安装置がATC-Pに変更されたため、これに対応した車上装置の更新を実施した。さらに2003年（平成15年）10月には日比谷線の新CS-ATC化が実施され、この際にも車上装置の更新が実施された。これらの更新されたATC装置は車内信号現示方式である。
本形式では、三菱電機が1988年に完成させた車両制御情報管理装置 (TIS・Train control Information management System) を採用した。これは従来の故障表示モニタを大幅に発展させたものに、マスコンからの制御指令伝送機能と定期検査時（月検査）に使用する車上検査機能を統合したものである。システム構成は先頭車にTIS中央装置を、中間車にTISユニット局を搭載し、搭載機器とは伝送線で接続してインタフェースを行うものである。主な機能は
- マスコン指令（制御指令）や常用ブレーキ指令を直列伝送化（制御伝送機能）
- 機器の動作状態を監視し、異常時には乗務員室にモニタ表示して故障データの収集と記録する（モニタリング機能）
- 定期検査時（月検査）の車上検査機能・試運転時のデータ収集機能

TIS装置の採用で、車両艤装配線の削減や乗務員支援、定期検査時の効率化などを可能とした。これ以降、TIS装置は営団地下鉄の新系列車両で標準搭載となった（02系を除く）。
機器画像
- 東京地下鉄では左右側面の呼称方法として、03-100形の進行方向から見て右側面を1側、左側面を2側と呼称する。

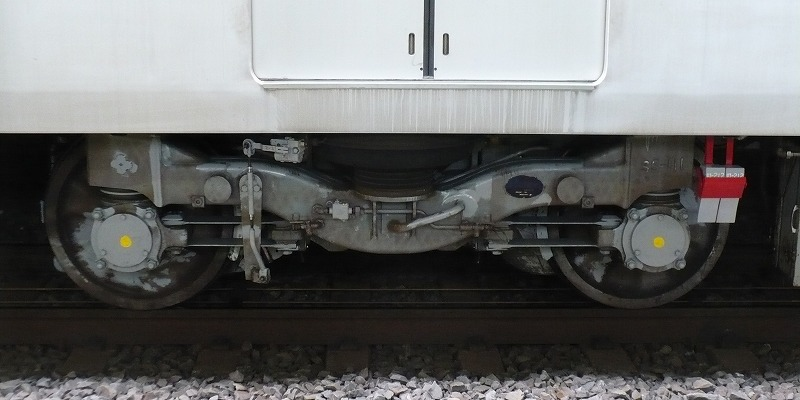
SS111形動力台車。SUミンデン式ボルスタレス台車
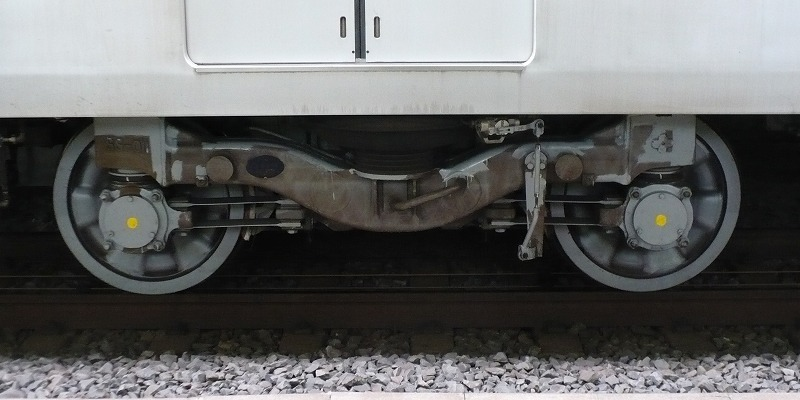
SS011形付随台車
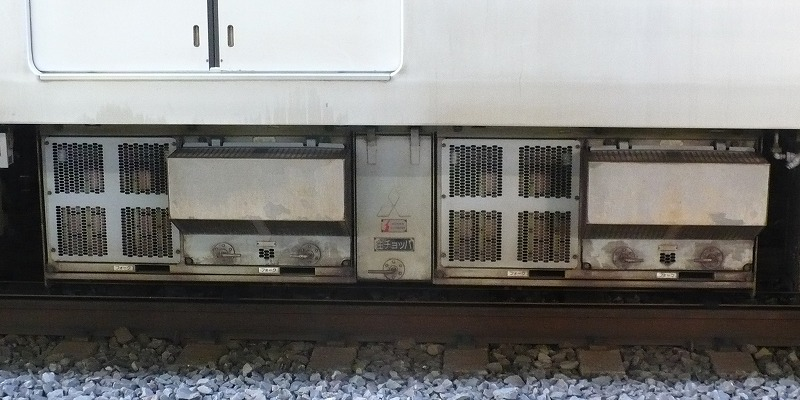
三菱電機製の高周波分巻チョッパ装置（2側）
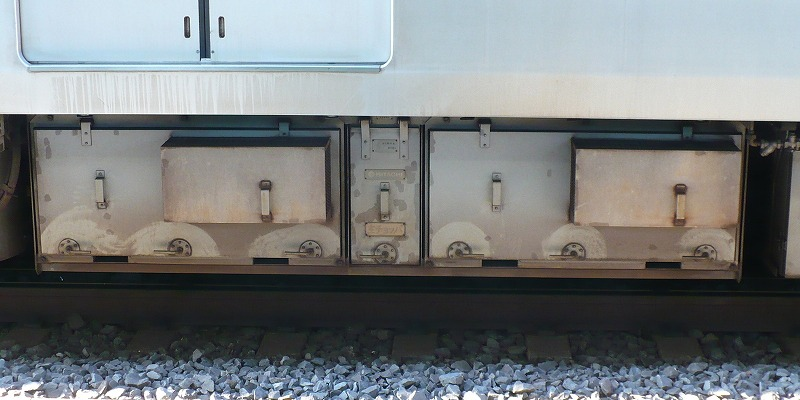
日立製作所製の高周波分巻チョッパ制御装置（2側）
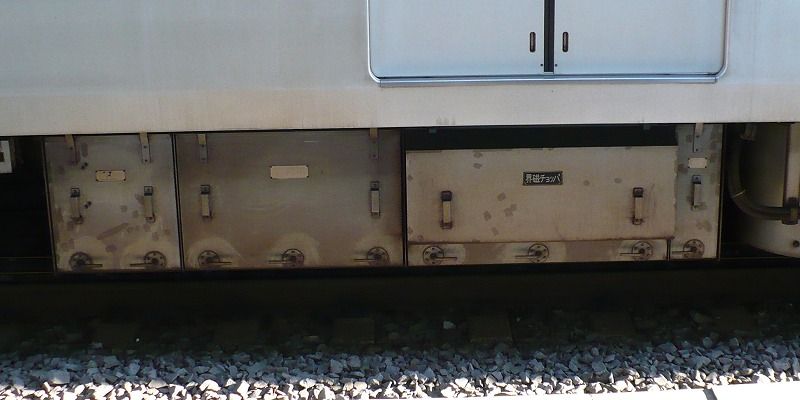
日立製チョッパ装置の1側。突起のある右半分が界磁チョッパ装置、左半分がチョッパ装置の心臓部にあたるゲート制御ドライブ
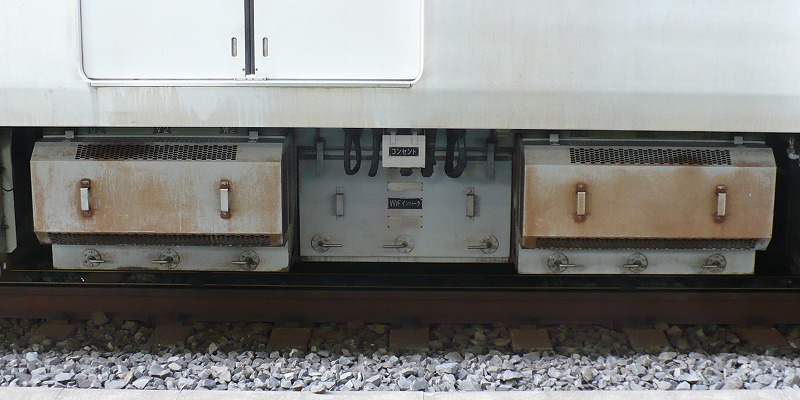
5・6次車の日立製作所製VVVFインバータ装置（VFI-HR4820A形）
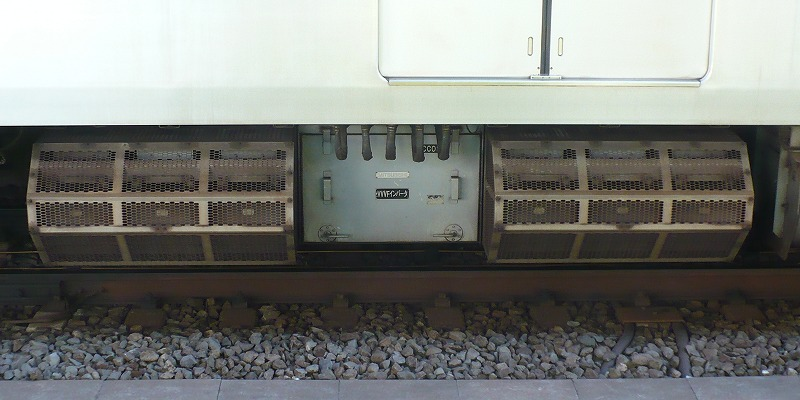
7次車の三菱電機製VVVFインバータ装置（MAP-198-15V46形）
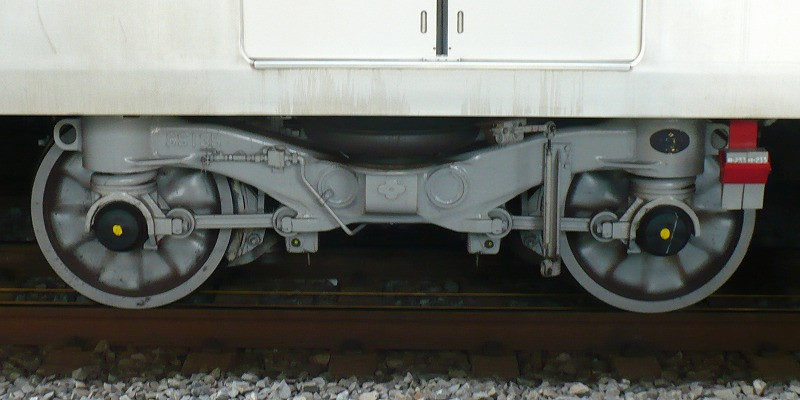
SS135形動力台車。モノリンク式ボルスタレス台車
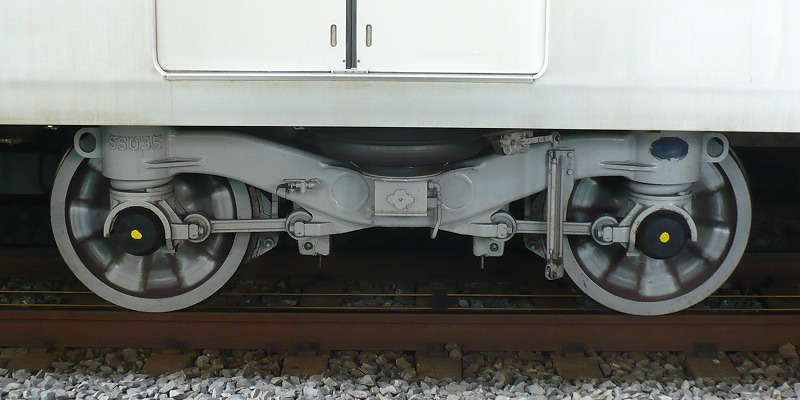
SS035形付随台車
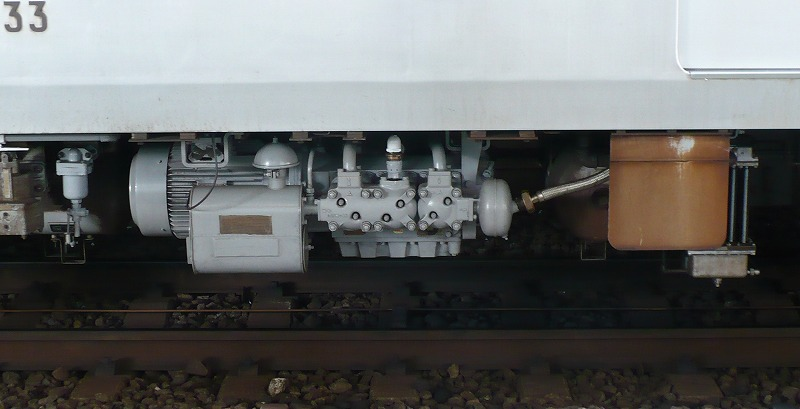
C-2500LB形空気圧縮機
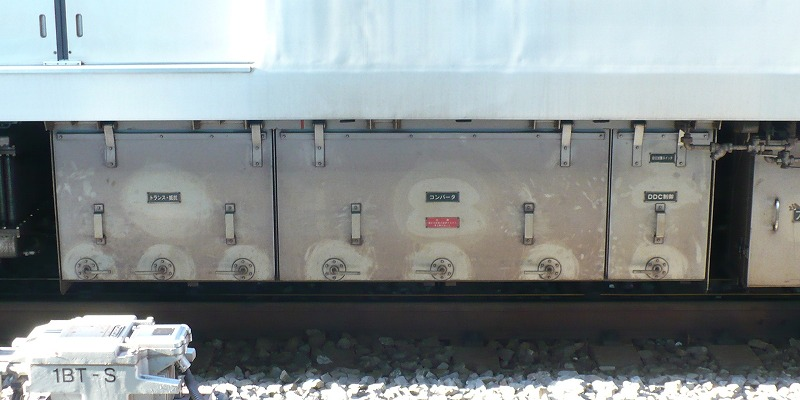
チョッパ車が搭載するGTO-DCコンバータ装置（2側）
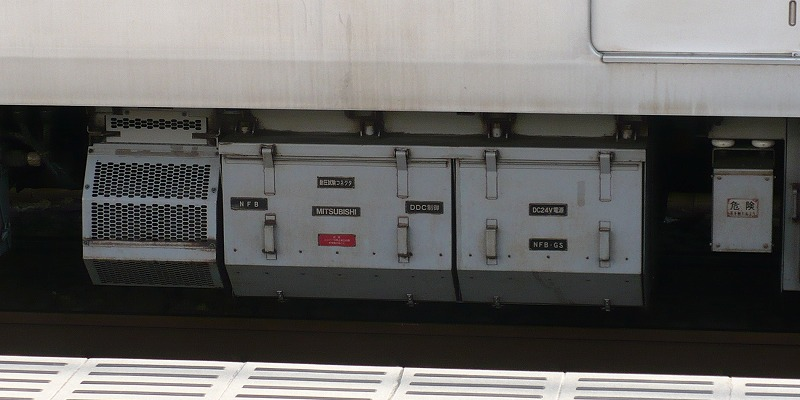
VVVF車が搭載するIGBT-DCコンバータ装置（1側）

### 次車分類
|              | 1次車                        | 2次車                        | 3次車                        | 3次車                        | 4次車                        | 5次車                        | 5次車                        | 6次車                        | 6次車                        | 7次車                        |
| ------------ | ---------------------------- | ---------------------------- | ---------------------------- | ---------------------------- | ---------------------------- | ---------------------------- | ---------------------------- | ---------------------------- | ---------------------------- | ---------------------------- |
| 製造年度     | 1988年度                     | 1989年度                     | 1990年度                     | 1990年度                     | 1991年度                     | 1992年度                     | 1992年度                     | 1993年度                     | 1993年度                     | 1994年度                     |
| 編成番号     | 01 - 02                      | 03 - 05                      | 06 - 08                      | 09                           | 10 - 15                      | 16 - 25                      | 26 - 27                      | 28                           | 29 - 35                      | 36 - 42                      |
| 制御方式     | 高周波分巻チョッパ           | 高周波分巻チョッパ           | 高周波分巻チョッパ           | 高周波分巻チョッパ           | 高周波分巻チョッパ           | 高周波分巻チョッパ           | IGBT素子VVVFインバータ       | IGBT素子VVVFインバータ       | IGBT素子VVVFインバータ       | IGBT素子VVVFインバータ       |
| 5扉車組込    | なし                         | なし                         | なし                         | あり                         | あり                         | あり                         | あり                         | あり                         | なし                         | なし                         |
| 貫通路幅     | 800mm                        | 800mm                        | 800mm                        | 800mm                        | 800mm                        | 800mm                        | 800mm                        | 900mm                        | 900mm                        | 900mm                        |
| 行先表示器   | 字幕式                       | 字幕式                       | 字幕式                       | 字幕式                       | 字幕式                       | LED式                        | LED式                        | LED式                        | LED式                        | LED式                        |
| 主電動機出力 | 160kW                        | 160kW                        | 160kW                        | 160kW                        | 160kW                        | 160kW                        | 190kW                        | 190kW                        | 190kW                        | 190kW                        |
| 歯車比       | 5.73 (86:15)                 | 5.73 (86:15)                 | 5.73 (86:15)                 | 5.73 (86:15)                 | 5.73 (86:15)                 | 5.73 (86:15)                 | 7.79 (109:14)                | 7.79 (109:14)                | 7.79 (109:14)                | 7.79 (109:14)                |
| 台車         | SUミンデン式ボルスタレス台車 | SUミンデン式ボルスタレス台車 | SUミンデン式ボルスタレス台車 | SUミンデン式ボルスタレス台車 | SUミンデン式ボルスタレス台車 | SUミンデン式ボルスタレス台車 | モノリンク式ボルスタレス台車 | モノリンク式ボルスタレス台車 | モノリンク式ボルスタレス台車 | モノリンク式ボルスタレス台車 |
| 客用ドア     | 単層ガラス                   | 単層ガラス                   | 単層ガラス                   | 単層ガラス                   | 複層ガラス                   | 複層ガラス                   | 複層ガラス                   | 複層ガラス                   | 複層ガラス                   | 複層ガラス                   |

## 5扉車

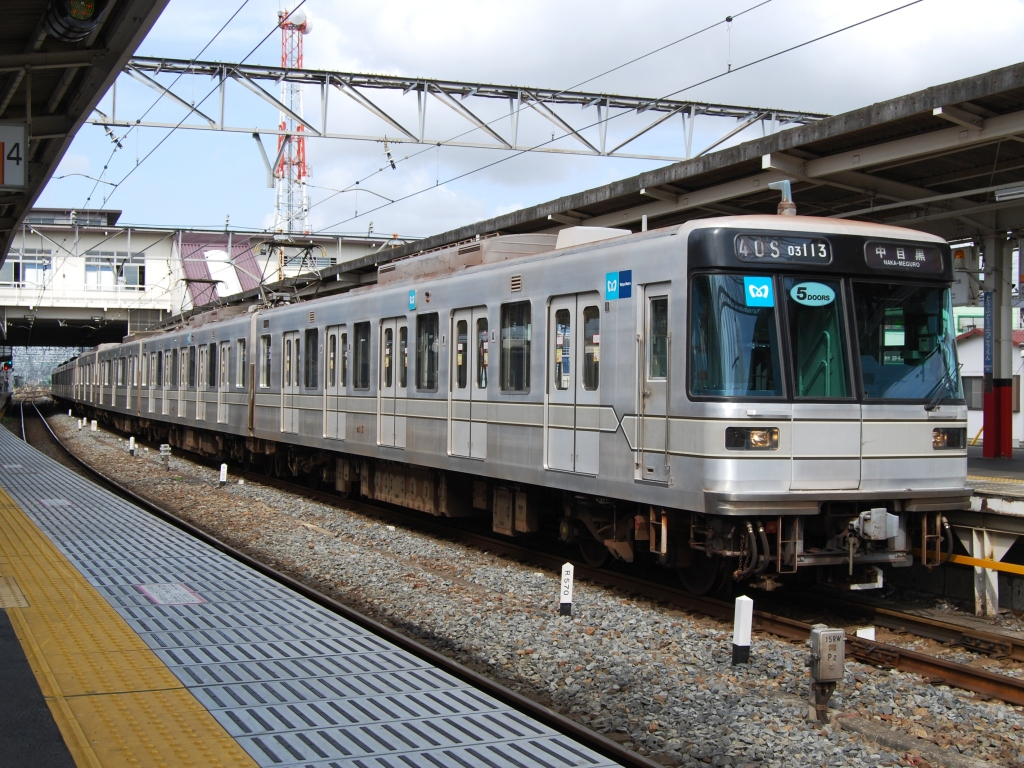
03系5扉車
（2008年10月9日 / 東武伊勢崎線東武動物公園駅）

1990年（平成2年）9月に朝ラッシュ時の乗降時間を短縮するために編成の両端2両ずつ（1・2・7・8号車）を5扉車とした試作車の第09編成が製造された。これは日比谷線では駅出入口がホームの前後にある場合が多いためで、乗客の集中する位置に組み込むことで乗降時間の短縮を図るものである。同時期に東武も乗り入れ車20000系の5扉車である20050型を投入している（1992年（平成4年）12月運転開始）。
外観は3扉車に準じているが、車両の構造上から客用ドアは全て1,300mm幅、車端部の窓以外が戸袋窓（固定式）とされたので、長時間停車時の換気を考慮して屋根上に強制換気装置を2台搭載している。扉間の座席は3人掛けとなり、座席定員は減少しているが立席定員は増加した。
5扉車の戸袋部の窓枠はクリーム色に着色されたFRP製で、カーテンはレールがなく、下側の金具に引っ掛けて使用するものである。ただし、車端部の窓枠は3扉車と同じ構造だが、クリーム色に着色されている。なお、編成中の3扉車の窓枠は従来と同じくアルミの無塗装品（シルバー）である。
5扉車では2扉（第2・4番目の扉 (3A/3B・4A/4B・7A/7B・8A/8B)）を締め切りにすることも可能で、締め切り中は車外の扉横と車内の扉上部に「このドアは開きません」と表記したメッセージが点灯する。また、締め切り対応扉は車内側の化粧板色が通常のベージュ色ではなく薄緑色とされている。
この5扉車編成の先頭車正面には「5DOORS」と表記したマークを掲出している。新製当初はこの「5DOORS」マークは非常扉窓の下部に貼られていた。その後、視認性向上のために助士側の前面窓上部に変更された。さらにその後、東京メトロへの移行時に同位置に「ハートM」マークを貼り付けすることから、非常扉上部に変更された。
このほか、日比谷線内の各駅に設置されている乗車位置標識は、5扉車のみが該当する標識に「5DOORS」と表記したマークが入る。
試作した第09編成において朝ラッシュ時の効果が認められ（各駅の停車時分は10秒程度短縮）、本格的に量産された。第28編成までは5扉車で落成したが、ラッシュ時の必要本数の20本に達し、第29編成以降はオール3扉車に戻った。なお、5扉車は朝ラッシュピーク時の北千住発車の列車に入っていた。
なお、当初は、東武線内では整列乗車が乱れるという理由から5扉のうち2扉を締め切って運行していた。しかし、1993年（平成5年）2月末に試験的に全扉の使用を開始し、翌3月から本格的に全扉を使用する運用にした経緯がある。

### 全車3扉車編成と一部5扉車編成の比較
以下の表は、初期の全車3扉車編成（第01 - 08編成）と初期の一部5扉車編成（第09 - 15編成）の定員（いずれも車いすスペースのない車両のもの）を比較したものである。
なお、第16編成以降では車椅子スペースの設置等により定員が一部変更されている。
|            | 先頭車（1・8号車） | 先頭車（1・8号車） | 中間車             | 中間車    |
| 3扉車      | 5扉車              | 3扉車              | 5扉車 （2・7号車） |           |
| 車両定員   | 124                | 124                | 136                | 137 (+1)  |
| 座席定員   | 44                 | 32 (-12)           | 52                 | 40 (-12)  |
| 立席定員   | 80                 | 92 (+12)           | 84                 | 97 (+13)  |
| 混雑時定員 | 204                | 216 (+12)          | 220                | 234 (+14) |

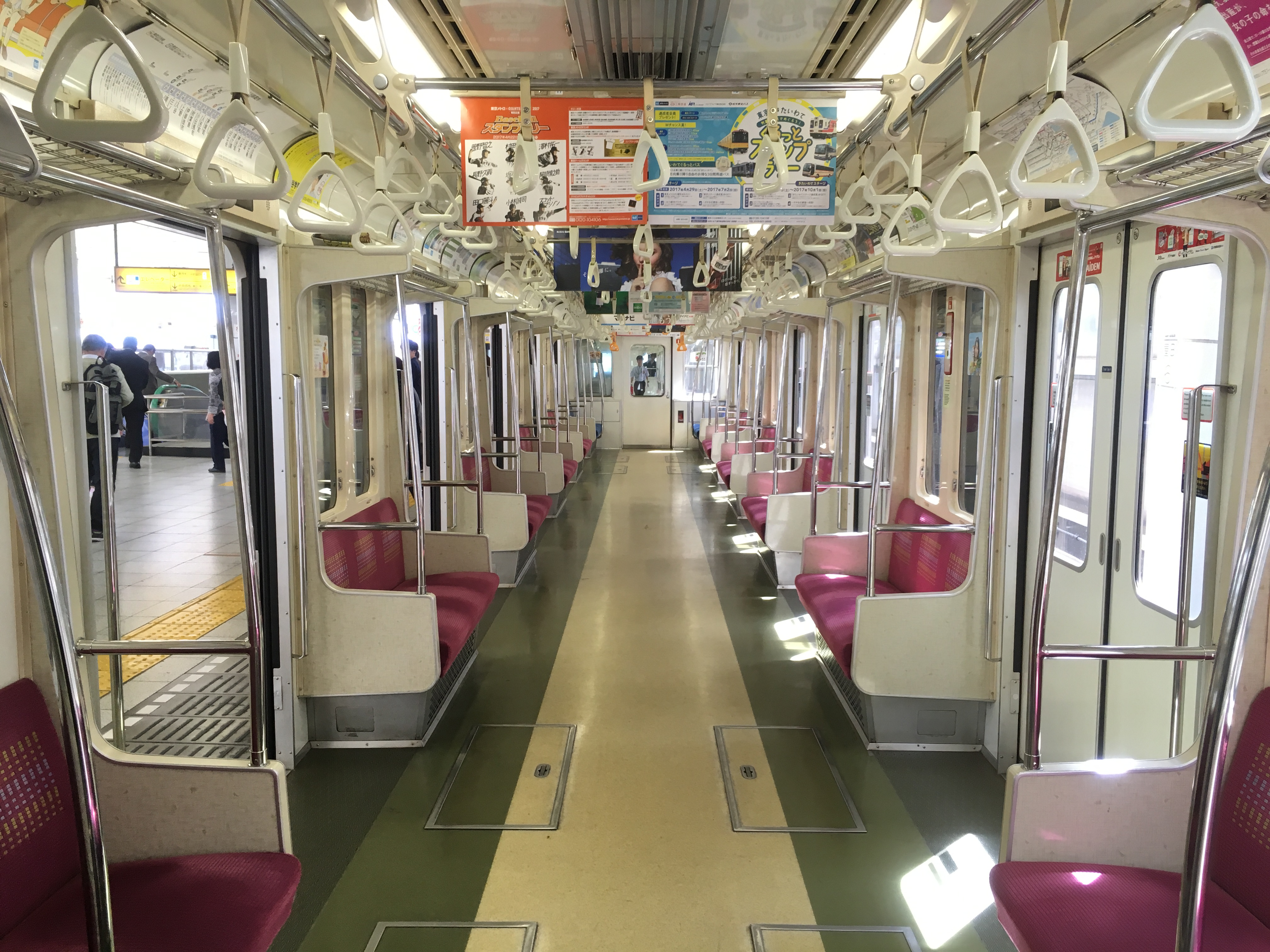
5扉車（初期車）の車内（第09編成）
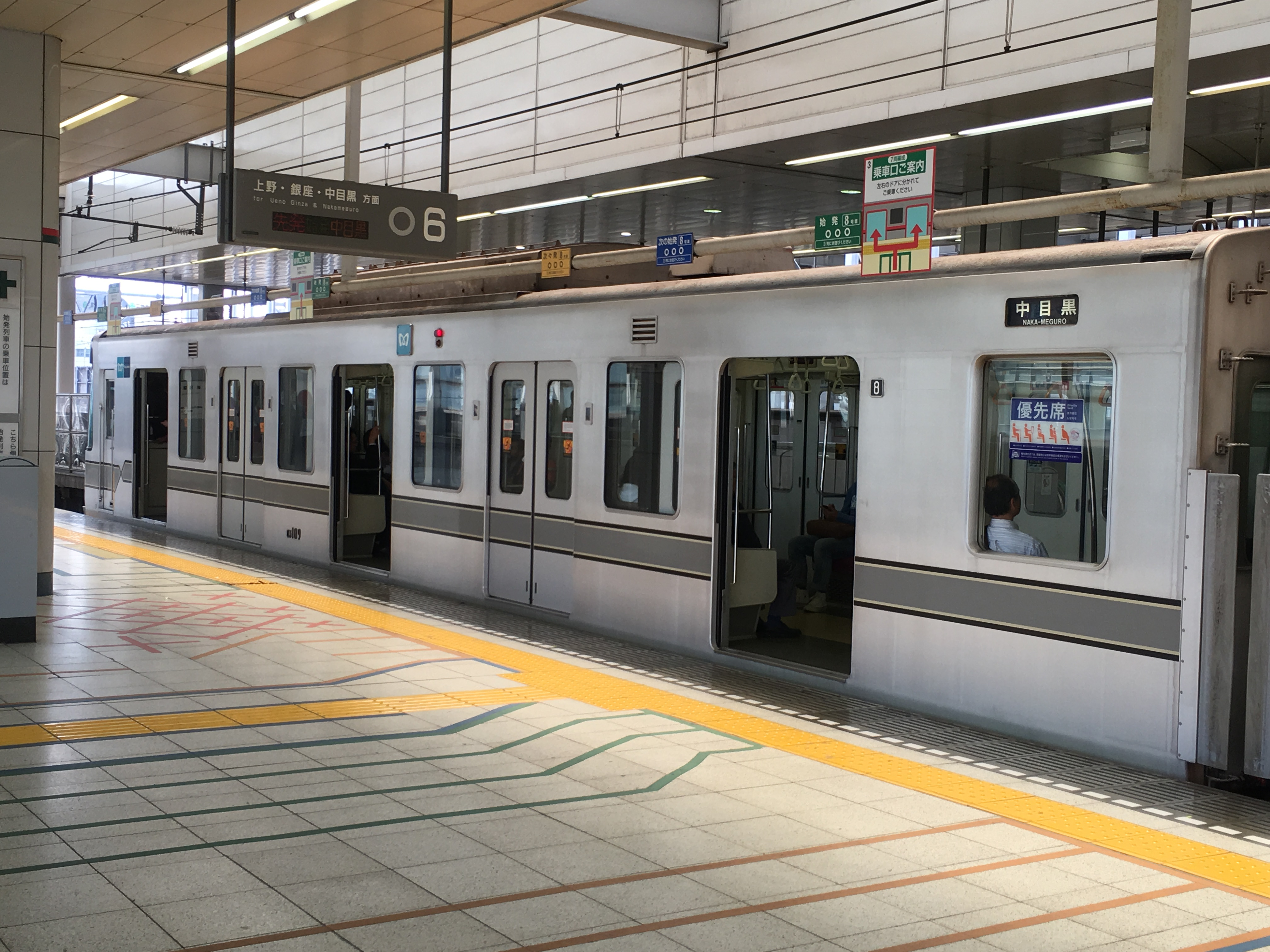
2扉を締め切った様子 （第09編成, 北千住駅, 現行版ドアステッカー）
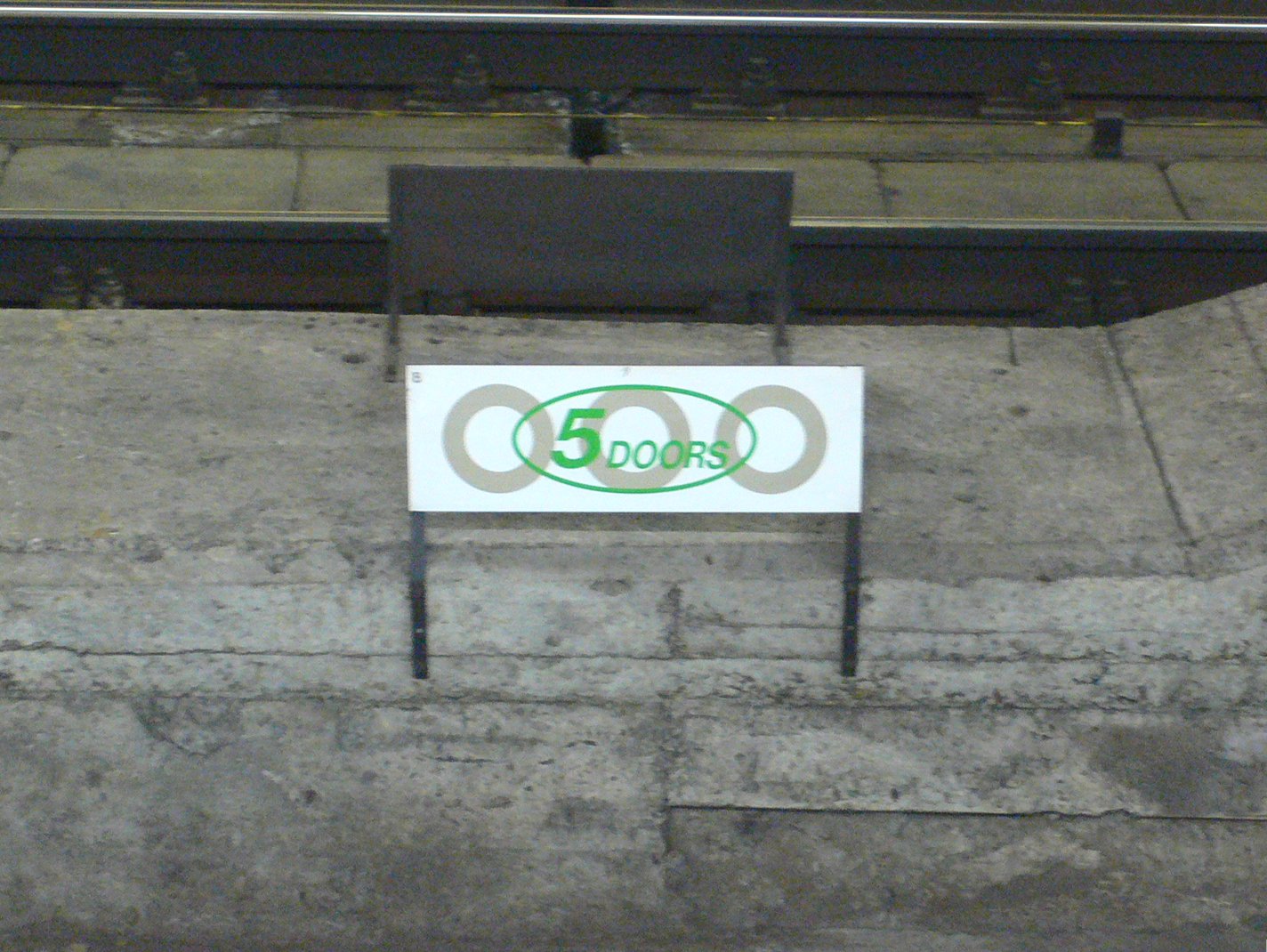
日比谷線の各駅に設置されている、5扉車のみが該当する乗車位置標識 （入谷駅）

## 編成表
|                            | 形式     | ← 中目黒北千住・南栗橋 →       | ← 中目黒北千住・南栗橋 →       | ← 中目黒北千住・南栗橋 →       | ← 中目黒北千住・南栗橋 →       | ← 中目黒北千住・南栗橋 →       | ← 中目黒北千住・南栗橋 →       | ← 中目黒北千住・南栗橋 →       | ← 中目黒北千住・南栗橋 →       |
| 8号車                      | 形式     | 7号車                          | 6号車                          | 5号車                          | 4号車                          | 3号車                          | 2号車                          | 1号車                          |                                |
| 03-100形 (CT1)             | 形式     | 03-200形 (M1)                  | 03-300形 (M2)                  | 03-400形 (Tc)                  | 03-500形 (Tc')                 | 03-600形 (M1)                  | 03-700形 (M2)                  | 03-800形 (CT2)                 |                                |
| 高周波分巻チョッパ車       | 機器配置 |                                | CHP                            | DDC,CP,BT                      |                                |                                | CHP                            | DDC,CP,BT                      |                                |
| 高周波分巻チョッパ車       | 車両番号 | 03-101 ： 03-125               | 03-201 ： 03-225               | 03-301 ： 03-325               | 03-401 ： 03-425               | 03-501 ： 03-525               | 03-601 ： 03-625               | 03-701 ： 03-725               | 03-801 ： 03-825               |
| VVVFインバータ車           | 機器配置 |                                | VVVF                           | DDC,CP,BT                      |                                |                                | VVVF                           | DDC,CP,BT                      |                                |
| VVVFインバータ車           | 車両番号 | 03-126 ： 03-142               | 03-226 ： 03-242               | 03-326 ： 03-342               | 03-426 ： 03-442               | 03-526 ： 03-542               | 03-626 ： 03-642               | 03-726 ： 03-742               | 03-826 ： 03-842               |
| B修繕車 （VVVFインバータ） | 機器配置 |                                | VVVF                           | SIV,CP,BT                      |                                |                                | VVVF                           | SIV,CP,BT                      |                                |
| B修繕車 （VVVFインバータ） | 車両番号 | 03-101 ： 03-108 03-135 03-136 | 03-201 ： 03-208 03-235 03-236 | 03-301 ： 03-308 03-335 03-336 | 03-401 ： 03-408 03-435 03-436 | 03-501 ： 03-508 03-535 03-536 | 03-601 ： 03-608 03-635 03-636 | 03-701 ： 03-708 03-735 03-736 | 03-801 ： 03-808 03-835 03-836 |

凡例
- CHP：チョッパ制御装置
- VVVF：VVVFインバータ装置
- DDC：補助電源装置（DC-DCコンバータ）
- CP：空気圧縮機
- BT：蓄電池
- SIV：補助電源装置（静止型インバータ）

備考
- M1車にパンタグラフを2台搭載する
- 車椅子スペースは第01～04編成と第16編成以降の前後からそれぞれ2両目（2・7号車）に設置されている。
- 弱冷房車は3号車（北千住寄り3両目・中目黒寄り6両目）に設定されている。
- 第10編成は1995年3月20日に発生した地下鉄サリン事件の被害編成

## 定員
|                      | 3扉車                | 3扉車                                                    | 3扉車                                                    | 3扉車                                               | 3扉車                                               | 3扉車               | 5扉車（第09 - 28編成）            | 5扉車（第09 - 28編成）            | 5扉車（第09 - 28編成） |
| 先頭車 第01 - 08編成 | 先頭車 第29 - 42編成 | 中間車 第01 - 08編成の2 - 7号車 第09 - 27編成の3 - 6号車 | 中間車 第01 - 08編成の2 - 7号車 第09 - 27編成の3 - 6号車 | 中間車 第28編成の3 - 6号車 第29 - 42編成の2 - 7号車 | 中間車 第28編成の3 - 6号車 第29 - 42編成の2 - 7号車 | 先頭車 （1・8号車） | 中間車 （2・7号車）               | 中間車 （2・7号車）               |                        |
| 先頭車 第01 - 08編成 | 先頭車 第29 - 42編成 | 中間車 第01 - 08編成の2 - 7号車 第09 - 27編成の3 - 6号車 | 中間車 第01 - 08編成の2 - 7号車 第09 - 27編成の3 - 6号車 | 中間車 第28編成の3 - 6号車 第29 - 42編成の2 - 7号車 | 中間車 第28編成の3 - 6号車 第29 - 42編成の2 - 7号車 | 先頭車 （1・8号車） | 第09 - 15編成 車いすスペース なし | 第16 - 28編成 車いすスペース あり |                        |
| 先頭車 第01 - 08編成 | 先頭車 第29 - 42編成 | 車いすスペース なし                                      | 車いすスペース あり                                      | 車いすスペース なし                                 | 車いすスペース あり                                 | 先頭車 （1・8号車） | 第09 - 15編成 車いすスペース なし | 第16 - 28編成 車いすスペース あり |                        |
| 車両定員             | 124                  | 122                                                      | 136                                                      | 136                                                 | 135                                                 | 135                 | 124                               | 137                               | 137                    |
| 座席定員             | 44                   | 44                                                       | 52                                                       | 50                                                  | 52                                                  | 50                  | 32                                | 40                                | 38                     |
| 立席定員             | 80                   | 78                                                       | 84                                                       | 86                                                  | 83                                                  | 85                  | 92                                | 97                                | 99                     |
| 混雑時定員           | 204                  | 200                                                      | 220                                                      | 222                                                 | 218                                                 | 220                 | 216                               | 234                               | 236                    |

## 修繕工事
東京地下鉄では2010年度時点では、工場検査の入場時期となる4年を基準に車両改修時期を定めている。経年12年目でC修工事と称する簡易な改修工事（ゴム材や床関係の改修）、24年目でB修工事と称する大規模な改修工事（内装取り替えと電気品の更新）、36年目でC修工事、48年目で廃車となるライフサイクルを見込んでいる。ただし、これはモデルケースであり、必ずしもこの時期に改修工事や廃車が実施されるとは限らない。
本系列のうち初期に製造された車両は大規模な改修工事の施工時期となる24年目に達した後も、2014年（平成26年）4月までは東京地下鉄から発表はなかった。ただし、千住検車区での施工により、2012年より制御装置の更新工事（VVVFインバータ制御化）が開始されている。改造工事は2012年12月末時点で第01 - 04編成が完了し、2015年3月末時点では08編成までの8本が施工されている。また、扉上に設置された車内案内表示器の解像度変更や2・7号車への車椅子スペース設置も同時に施工された。

## 事故
2000年（平成12年）3月8日に、中目黒駅手前で死者5名、負傷者63名を発生させた列車脱線事故（営団日比谷線中目黒駅構内列車脱線衝突事故）を起こしている。事故の原因は、曲線区間においてボルスタレス台車の輪重の不均衡から、競り上がり脱線が起きた。この結果、脱線・大破した1両（03-802号）が廃車され、2001年（平成13年）6月に鷺沼工場に搬入され、解体された。また、同年9月に同一番号の事故代替車が日本車輌製造で製造された。車内外の表示器や運転台などは初代の車両に準じている。
この事故以降、東京メトロは新規に設計した車両にはボルスタレス台車を採用せず、全てボルスタ付き台車を採用している。なお、増備車についてはこの限りでなく、05系13次車において2004年まで採用されていた。

## 運用

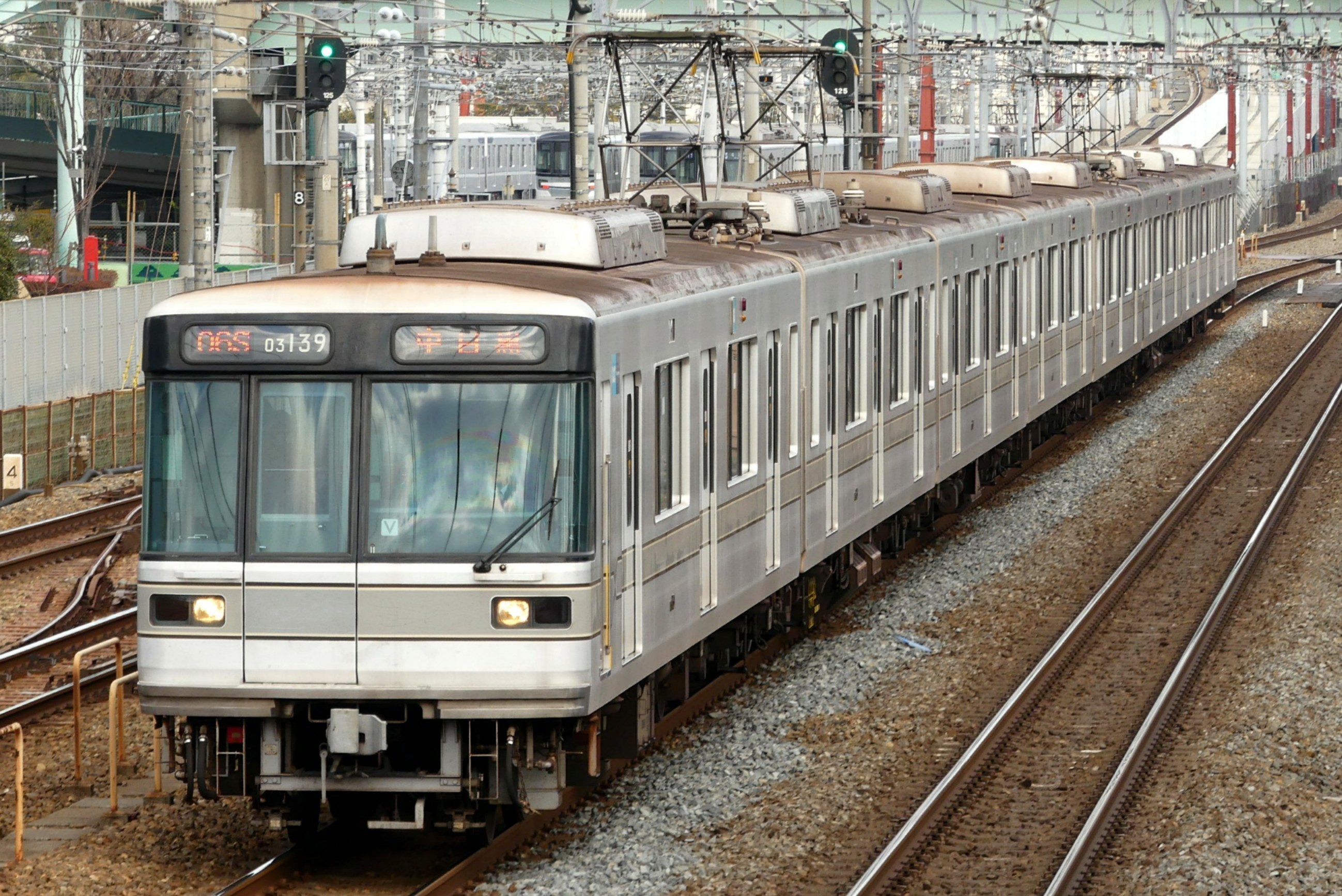
伊勢崎線内を走行する03系
（2019年7月14日 西新井駅 - 竹ノ塚駅間）

2016年3月から引退（2020年2月28日）までの運用線区は以下の通り。
- 東京メトロ日比谷線 ： 中目黒駅 - 北千住駅間
- 東武伊勢崎線（東武スカイツリーライン）：北千住駅 - 東武動物公園駅間
- 東武日光線：東武動物公園駅 - 南栗橋駅間

定期検査は、千住工場の廃止以降鷺沼工場において行われていた。その際の回送では、中目黒駅 - （東急東横線） - 武蔵小杉駅 - （東急目黒線） - 元住吉検車区 - （東急目黒線） - 大岡山駅 - （東急大井町線） - 二子玉川駅 - （東急田園都市線） - 鷺沼駅間を走行する。
2013年3月16日、東横線と副都心線との直通運転開始にあわせ、日比谷線は東横線との相互直通運転を終了（終了時点では菊名駅まで乗り入れ）し、営業運転での東急への乗り入れは終了したため、以後の03系の旅客営業での直通運転先は東武線のみとなった。
2014年（平成26年）4月30日、東京地下鉄は日比谷線の車両新製及びホームドア設置について発表し、18m3扉車と5扉車が混用される日比谷線・東武スカイツリーライン直通列車の車両を全て20m級の4扉車に統一することを明らかにした。その後新型車両は7両編成となることと、近畿車輛が一括受注する事が発表され、2015年（平成27年）6月17日に形式が13000系になることが決まり、翌2016年（平成28年）12月23日から25日まで特別営業運転を実施し、2017年（平成29年）3月25日より本格的な営業運転を開始した。
13000系の営業運転開始に先行して、同年2月1日には第14編成が北館林荷扱所まで廃車回送されており、前述の中目黒駅脱線衝突事故を除いた廃車第1号となった。5扉車は2018年10月2日をもって全廃され、2020年（令和2年）2月28日をもって最後まで残った第36編成が運用を離脱したことにより、本系列の日比谷線における運用は終了した。
なお、本系列の運用終了に際してさよなら運転等のイベントは行われなかった。これについて東京メトロは「千代田線6000系の引退時、一部の鉄道ファンが車両やホームに殺到したことによる混乱により、運行に支障や、多くのお客様にご迷惑がかかる事態となったことに鑑み、引退イベント等は見合わせることとした」と理由を公表している。
廃車になった一部の車両は深川検車区行徳分室や千住検車区などに搬入・留置され、後に他社へ譲渡されている。

## 他社への譲渡

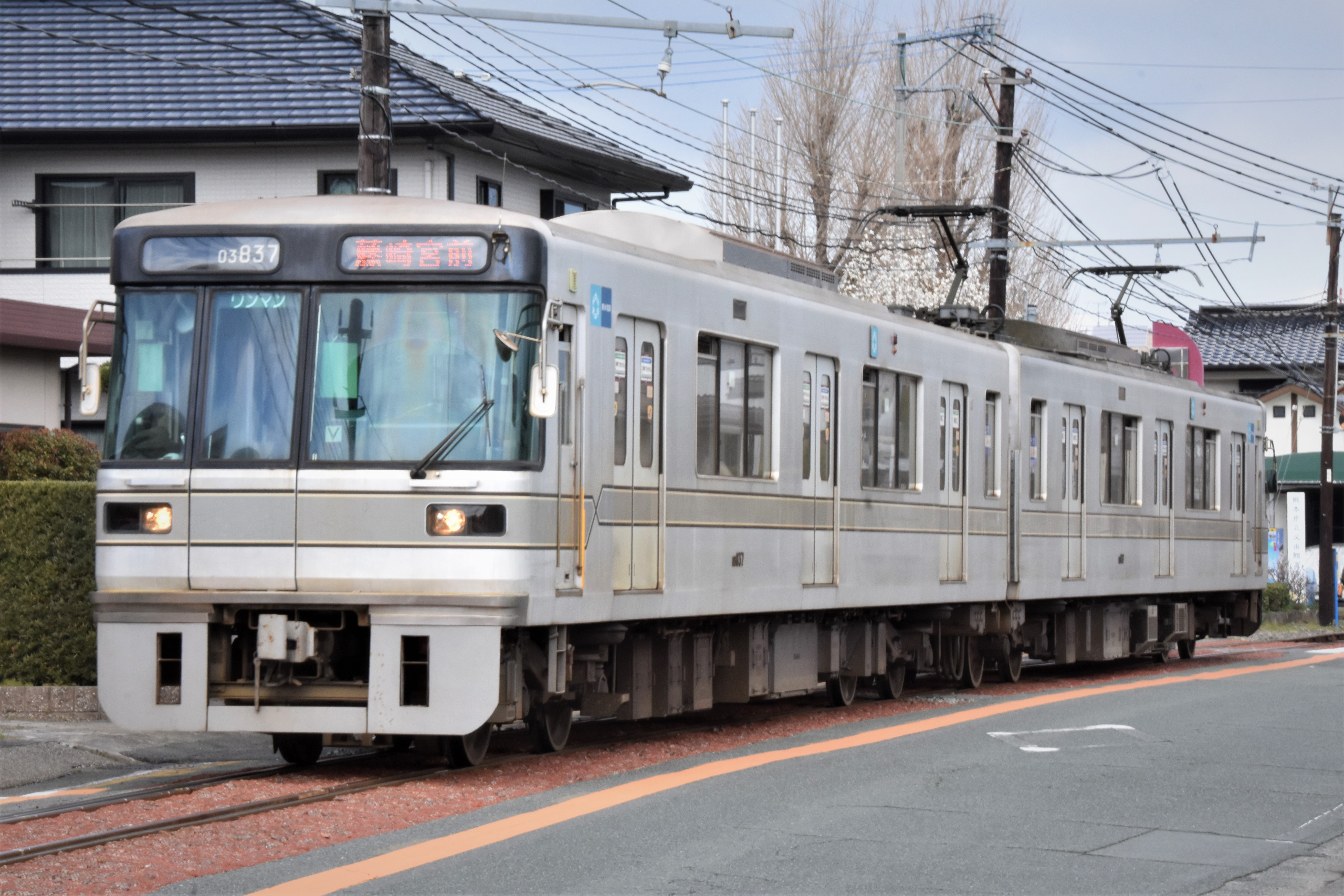
熊本電気鉄道03形
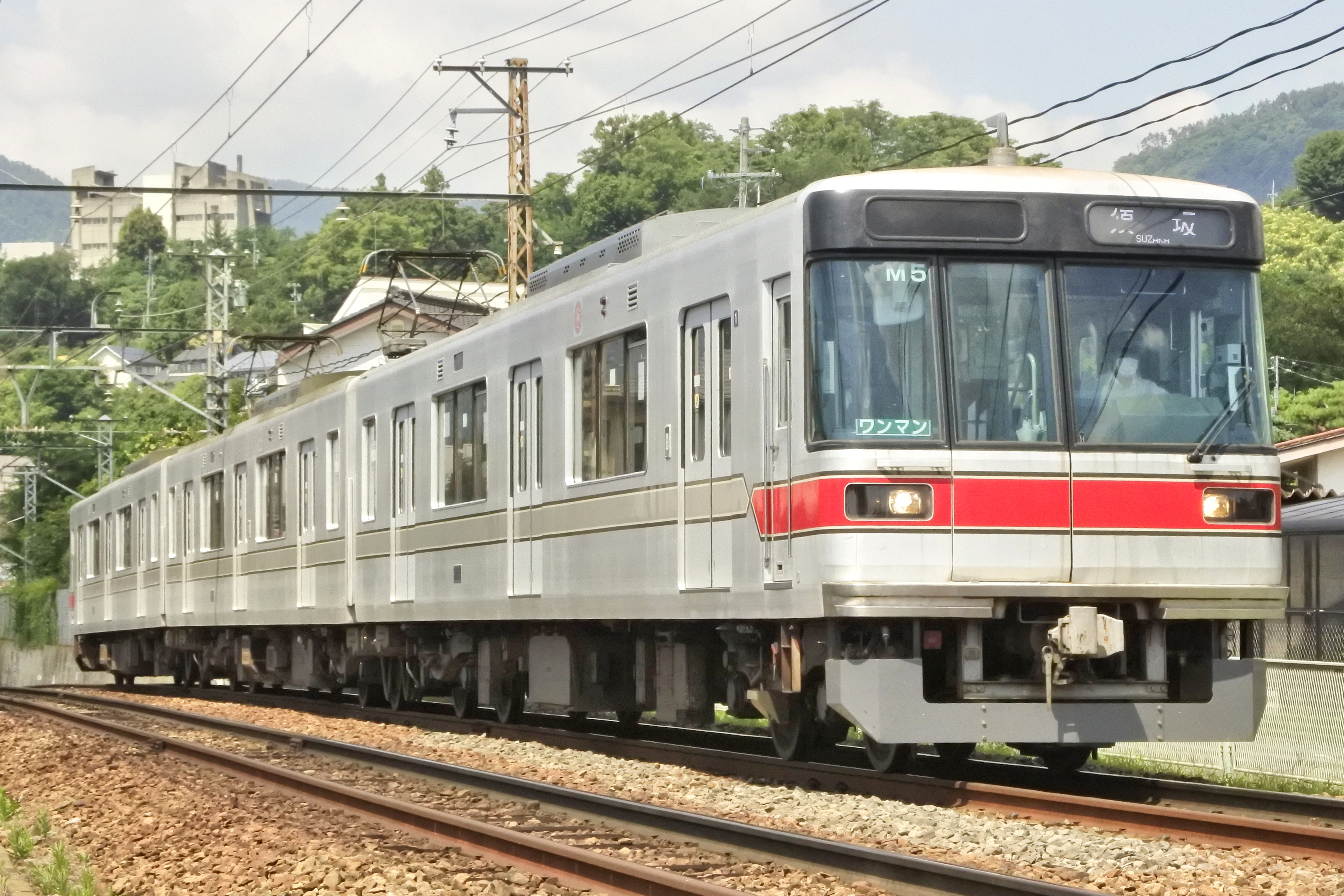
長野電鉄3000系
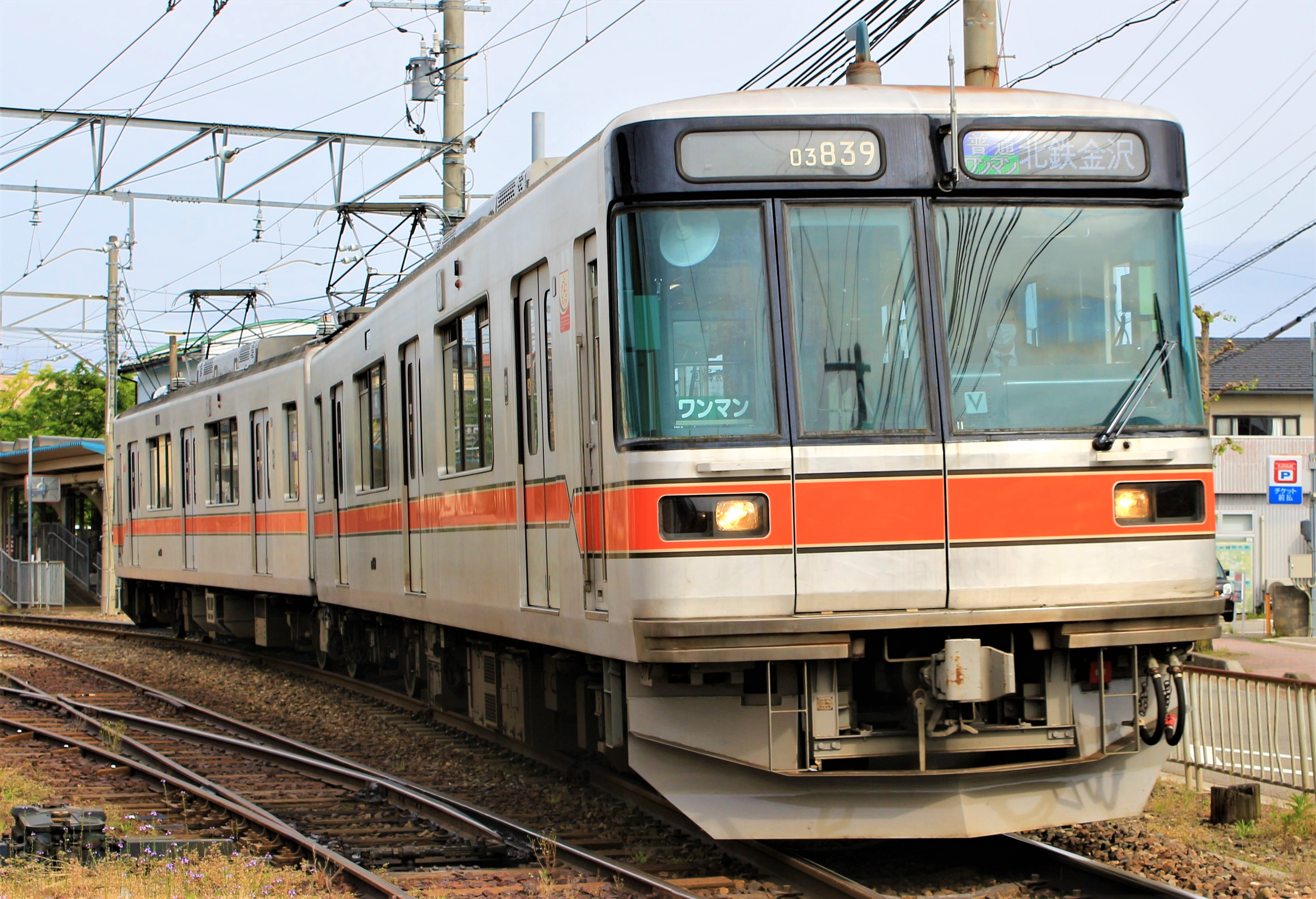
北陸鉄道03系
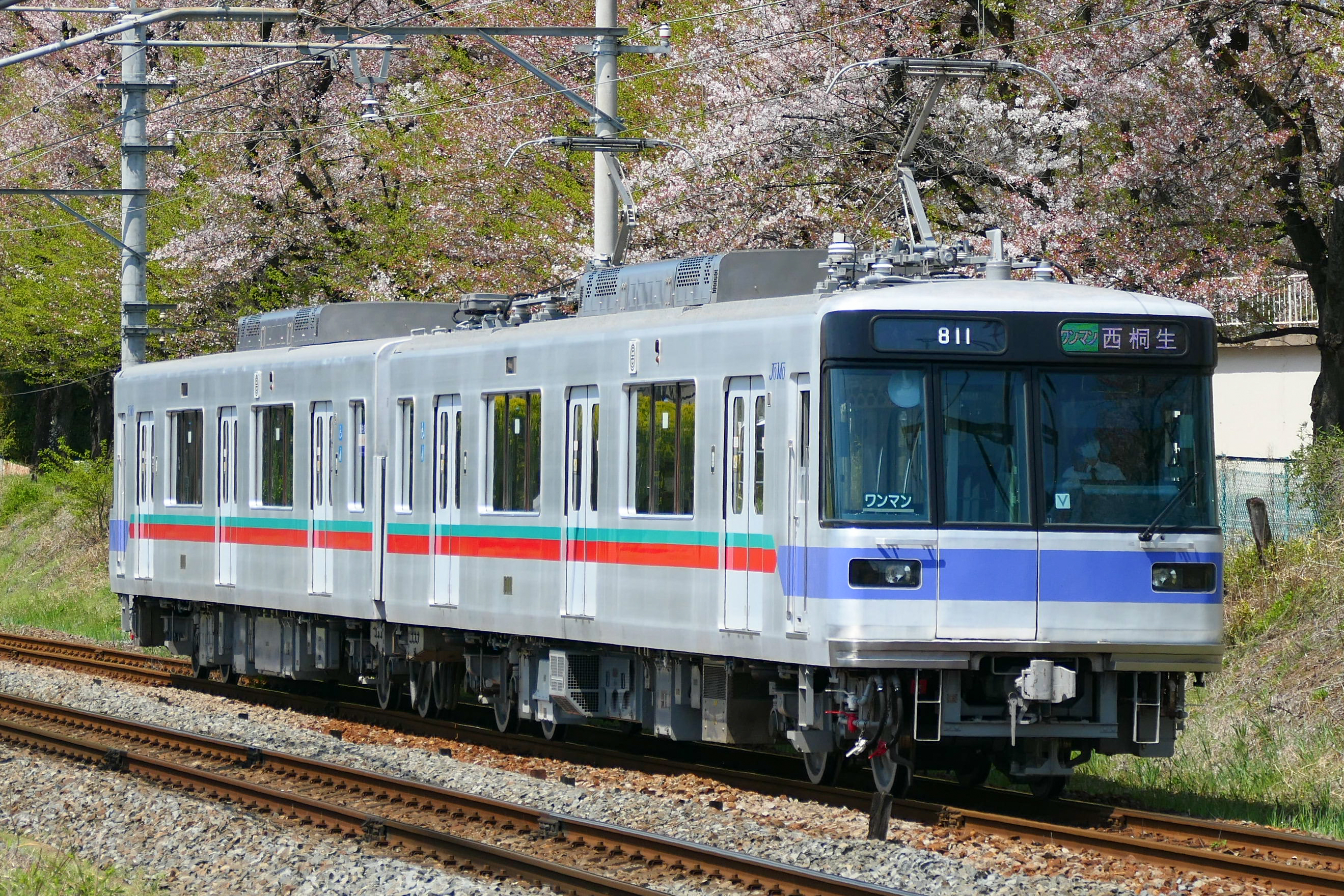
上毛電気鉄道800形

03系は多くの地方私鉄で入線可能な18m級3扉ストレート車体であったことや、製造から30年程度の比較的経年の浅いVVVFインバータ車が大量に廃車になったことなどの好条件が重なり、廃車後も一部車両が複数の鉄道事業者に譲渡の上運用されている。
熊本電気鉄道

2018年1月15日に西日本新聞が「2018年度から2020年度にかけて計3編成を導入する予定」と報じた。そのうち、03-131と03-831が2019年3月15日付で「03形」として入籍し、2019年4月4日に営業運行を開始した。
長野電鉄

2020年1月31日に日本経済新聞が「2020年度から2022年度にかけて5編成を投入し、3500系を置き換える予定」と報じた。同年春の大型連休時に「3000系」として2編成6両の導入を予定していたが、新型コロナウイルス感染拡大防止のため、運行開始が延期された。5月30日に予告しない形で運行し、その後6月22日に通常の運行を開始した。
北陸鉄道

2019年7月13日に北陸中日新聞が「4両が西日本旅客鉄道（JR西日本）金沢総合車両所に輸送され、同所内でJR西日本テクノスが改造工事を実施し、浅野川線に導入する予定」と報じた。第29編成と第39編成の先頭車4両で、実際の改造はメトロ車両の請負工事により行われた。
このうち39編成は、2020年1月11日に内灘駅へ陸送された。形式は地下鉄時代と同様の「03系」となり、浅野川線で2020年12月21日に営業運転を開始している。
帯色は東京メトロ時代のグレーからオレンジに改められ、正面の方向幕をフルカラーLED化。また、正面連結器下にはスノープラウが新設された。車内にはLCD式のデジタルサイネージを新設している。
2024年度までに計5編成10両を導入する予定。
上毛電気鉄道

2023年11月に、2024年からの3年間で2両編成3本を譲受・導入すると複数紙が報じた。形式は「800形」となり、700形3編成を置き換える予定。2024年2月29日、営業運転を開始した。
- 熊本電気鉄道03形
- 長野電鉄3000系
- 北陸鉄道03系
- 上毛電気鉄道800形

## その他
本系列は、新車搬入時に下記の経路で搬入されている。
1 - 5次車
車両メーカーから甲種車両輸送で東鷲宮駅まで輸送され、その後久喜駅から伊勢崎線へ入線して業平橋駅（現・とうきょうスカイツリー駅）まで輸送、折り返して竹ノ塚検車区（現・千住検車区竹ノ塚分室）へと搬入した。なお、東武線内の車両輸送にはED5080形などが使用された。
これは伊勢崎線上り線から竹ノ塚検車区へ入線するには下り線を2回横切るため、業平橋で折り返して下り線を走行して竹ノ塚検車区へと搬入するためであった。ただし、同駅の地平ホーム増設工事の開始のため、6次車は下記のルートで搬入されている。
6次車
車両メーカーから甲種車両輸送で長津田駅へと輸送され、同駅から田園都市線へ入り、鷺沼検車区へと搬入して各種整備を実施した。その後、鷺沼駅 - 二子玉川駅 - 大岡山駅- 元住吉駅折り返し- 中目黒駅 - 千住検車区へと自力回送した。
7次車
車両メーカーから甲種車両輸送で東鷲宮駅まで輸送され、その後久喜駅から伊勢崎線へ入線して東武動物公園駅へ輸送、そこから自力走行で業平橋で折り返し、竹ノ塚検車区へと搬入した。